# Betty Everett
Betty Everett, född 23 november 1939 i Greenwood i Mississippi, död 17 augusti 2001, var en amerikansk sångare. Hon är främst känd för låten "The Shoop Shoop Song (It's in His Kiss)", en stor hit 1964. Låten nådde sjätteplats på Billboard Hot 100-listan i april det året. Vidare blev hon också känd för låten "Let It Be Me" som var en duett tillsammans med Jerry Butler. Hon var också första artist att spela in låten "You're No Good" 1963, som 1975 blev en stor hit för Linda Ronstadt. Everett fortsatte spela in musik in på 1970-talet och fram till 1980.

## Diskografi
- 1962 – Betty Everett & Ketty Lester (med Ketty Lester)
- 1963 – It's in His Kiss
- 1964 – They're Delicious Together (med Jerry Butler)
- 1968 – I Need You So
- 1969 – There'll Come a Time
- 1970 – Betty Everett Starring
- 1974 – Betty Everett
- 1974 – Love Rhymes
- 1975 – Happy Endings